# Miramar (L'Avana)

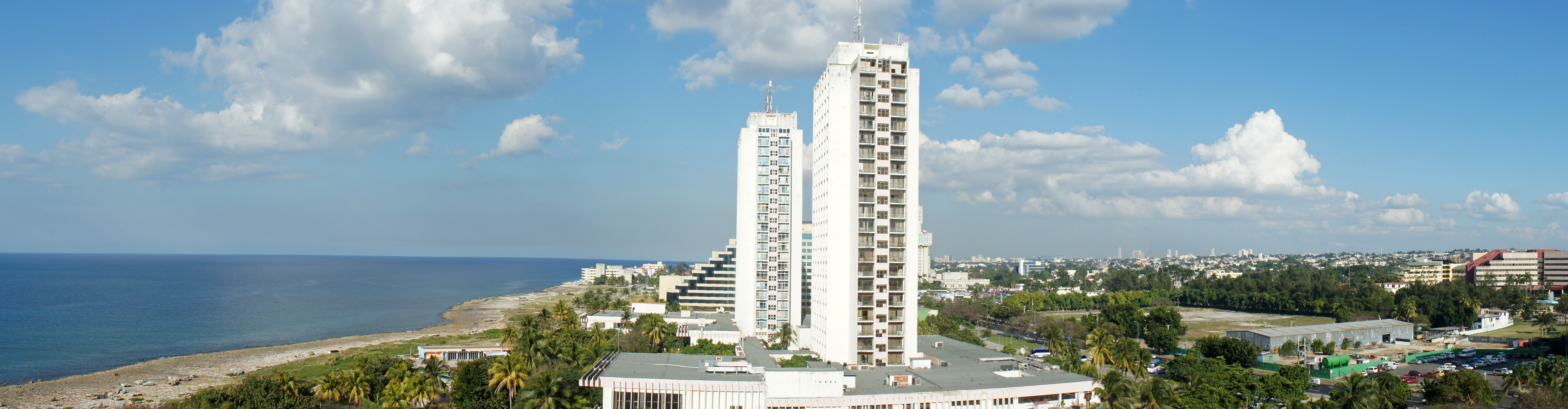
Vista panoramica del Miramar

Miramar è un distretto residenziale del municipio di Playa all'Avana.
Il quartiere si sviluppa lungo il mare nella parte più occidentale dell'Avana, oltre il fiume Almendares. Ospita molte missioni diplomatiche, concentrate soprattutto lungo la Quinta Avenida, tra le quali spicca l'ambasciata russa. Prima della Rivoluzione cubana il Miramar era un quartiere dell'alta borghesia, come testimoniano le numerose villette, alcune delle quali rimangono in stato di abbandono.